# Deutscher Filmpreis/Bester Schnitt
Sämtliche Gewinner des Deutschen Filmpreises in der Kategorie Bester Schnitt finden sich auf dieser Seite. Bis 2004 gehörte Bester Schnitt zu den Kategorien, die nicht jährlich vergeben wurden und die ohne Nominierung bestimmt wurden.

## Preisträger von 1972–2004
| Jahr       | Preisträger              | Filmtitel                                                                                 |
| ---------- | ------------------------ | ----------------------------------------------------------------------------------------- |
| 1975       | Beate Mainka-Jellinghaus | In Gefahr und größter Not bringt der Mittelweg den Tod Jeder für sich und Gott gegen alle |
| 1975       | Peter Przygodda          | Falsche Bewegung                                                                          |
| 1976– 1977 | Preis nicht vergeben     | Preis nicht vergeben                                                                      |
| 1978       | Peter Przygodda          | Der amerikanische Freund Die gläserne Zelle Die linkshändige Frau                         |
| 1979       | Dagmar Hirtz             | Der Richter und sein Henker                                                               |
| 1980       | Siegrun Jäger            | Der Aufstand                                                                              |
| 1981– 1983 | Preis nicht vergeben     | Preis nicht vergeben                                                                      |
| 1984       | Helga Borsche            | Ediths Tagebuch                                                                           |
| 1985– 1989 | Preis nicht vergeben     | Preis nicht vergeben                                                                      |
| 1990       | Dagmar Hirtz             | Georg Elser – Einer aus Deutschland                                                       |
| 1991       | Juliane Lorenz           | Malina                                                                                    |
| 1992       | Preis nicht vergeben     | Preis nicht vergeben                                                                      |
| 1993       | Adolf Winkelmann         | Nordkurve                                                                                 |
| 1994       | Ulrike Schwarzenberger   | Tafelspitz                                                                                |
| 1995       | Preis nicht vergeben     | Preis nicht vergeben                                                                      |
| 1996       | Alexander Berner         | Schlafes Bruder Wia die Zeit vergeht                                                      |
| 1997       | Inez Regnier             | Rossini – oder die mörderische Frage, wer mit wem schlief Echte Kerle                     |
| 1998       | Peter R. Adam            | Comedian Harmonists                                                                       |
| 1999       | Mathilde Bonnefoy        | Lola rennt                                                                                |
| 2000       | Monika Schindler         | Hans Warns – Mein 20. Jahrhundert                                                         |
| 2001       | Christian Lonk           | alaska.de                                                                                 |
| 2002       | Hana Müllner             | Der Felsen                                                                                |
| 2003       | Peter R. Adam            | Good Bye, Lenin!                                                                          |
| 2004       | Sarah Clara Weber        | Muxmäuschenstill                                                                          |

## Preisträger und Nominierte ab 2005

### 2000er-Jahre
2005
Dirk Grau und Martin Hoffmann – Rhythm Is It!
- Peter R. Adam – Der neunte Tag
- Elena Bromund – Alles auf Zucker!

2006
Dirk Grau – Knallhart
- Patricia Rommel – Das Leben der Anderen
- Bernd Schlegel und Hansjörg Weißbrich – Requiem

2007
Alexander Berner – Das Parfum – Die Geschichte eines Mörders
- Susanne Hartmann und Anja Pohl – Wer früher stirbt ist länger tot
- Uta Schmidt – Vier Minuten
- Hansjörg Weißbrich – Der Liebeswunsch

2008
Andrew Bird – Auf der anderen Seite
- Ueli Christen – Die Welle
- Hansjörg Weißbrich – Trade – Willkommen in Amerika

2009
Sebastian Thümler – Chiko
- Anne Fabini – Berlin Calling
- Peter Przygodda, Mirko Scheel, Oli Weiss – Palermo Shooting
- Patricia Rommel – Im Winter ein Jahr

### 2010er-Jahre
2010
Hansjörg Weißbrich – Sturm
- Andrew Bird – Soul Kitchen
- Andrea Mertens – Die Fremde
- Andreas Radtke – Die Tür
- Monika Willi – Das weiße Band – Eine deutsche Kindergeschichte

2011
Mathilde Bonnefoy – Drei
- Ueli Christen – Wir sind die Nacht
- Hansjörg Weißbrich – Wer wenn nicht wir

2012
Peter R. Adam – Anonymus
- Bettina Böhler – Barbara
- Jörg Hauschild – Halt auf freier Strecke

2013
Alexander Berner – Cloud Atlas
- Anne Fabini – More than Honey
- Anja Siemens – Oh Boy

2014
Hansjörg Weißbrich – Zwei Leben
- Anne Fabini – Houston
- Andreas Wodraschke – Feuchtgebiete

2015
Robert Rzesacz – Who Am I – Kein System ist sicher
- Mathilde Bonnefoy – Citizenfour
- Sven Budelmann – Stereo
- Alexander Dittner – Elser – Er hätte die Welt verändert
- Jörg Hauschild – Als wir träumten

2016
Alexander Berner – Ein Hologramm für den König (A Hologram for the King)
- Peter R. Adam – Ich und Kaminski
- Hansjörg Weißbrich – Colonia Dignidad – Es gibt kein Zurück

2017
Heike Parplies – Toni Erdmann
- Andrew Bird – Tschick
- Bettina Böhler – Wild

2018
Stephan Krumbiegel und Olaf Voigtländer – Beuys
- Michał Czarnecki – Der Hauptmann
- Jan Ruschke – Es war einmal Indianerland

2019
Anne Fabini – Of Fathers and Sons
- Jörg Hauschild – Gundermann
- Ana de Mier y Ortuño – Das schönste Mädchen der Welt
- Monika Willi – Styx

### 2020er-Jahre
2020
Stephan Bechinger, Julia Kovalenko – Systemsprenger
- Bettina Böhler  – Schlingensief – In das Schweigen hineinschreien
- Heike Gnida  – Pelikanblut
- Andreas Menn – Mein Ende. Dein Anfang.

2021
Claudia Wolscht – Fabian oder Der Gang vor die Hunde
- Andrew Bird – A Symphony of Noise
- Anja Pohl – Walchensee Forever

2022
Gisela Zick – Lieber Thomas
- Bettina Böhler – A E I O U – Das schnelle Alphabet der Liebe
- Joana Scrinzi – Große Freiheit

2023
Gesa Jäger – Das Lehrerzimmer
- Mechthild Barth – Elfriede Jelinek – Die Sprache von der Leine lassen
- Sven Budelmann – Im Westen nichts Neues
- Andreas Wodraschke – Sonne und Beton

2024
Nicole Kortlüke – Sieben Winter in Teheran
- David J. Achilles – Falling into Place
- Heike Gnida – Sterben

2025
Hansjörg Weißbrich – September 5
- nominiert:
  - Andrew Bird – Die Saat des heiligen Feigenbaums
  - Anja Siemens – Köln 75